# Javier Calvente Gallego
Javier Calvente Gallego (Baeza; 7 de setembre de 1967) és un advocat i polític espanyol, diputat per Jaén al Congrés durant la XII legislatura.

## Biografia
És llicenciat en Dret i exerceix com a advocat. Militant del Partit Popular, entre 2003 i 2007 va ser alcalde de Baeza i entre 2012 i 2015 diputat al Parlament d'Andalusia. Al novembre de 2016 va ser triat diputat per Jaén al Congrés dels Diputats, en reemplaçament de José Enrique Fernández de Moya, nomenat secretari d'estat d'Hisenda.